# 오모리 세이코

로고

오모리 세이코(大森 靖子, 1987년 9월 18일 ~ )는 일본의 여성 가수이다. 한국에서는 오오모리 세이코라고 주로 표기된다. 2006년부터 인디씬에서 활동을 시작했다. 한국의 아메노히 커피점에서 공연을 한 적이 있다. 피에르 나카노와 2014년 결혼해 아들을 한 명 두고 있다. 2014년 9월 메이저 데뷔했다. 그녀의 음악과 뮤직비디오를 기반으로 한 영화 세계의 끝과 원더풀 원더랜드가 2015년 부천국제판타스틱영화제에서 개봉했다. 현재는 전담 프로듀서로 활동함과 동시에 여성 아이돌 그룹 ZOC 멤버로도 활동하고 있다.

## 디스코그래피
스튜디오 앨범
- 《魔法が使えないなら死にたい》 (2013)
- 《絶対少女》 (2013)
- 《洗脳》 (2014)
- TOKYO BLACK HOLE (2016)
- kitixxxgaia (2017)
- MUTEKI (2017)
- 《クソカワPARTY》 (2018)
- Kintsugi (2020)
- 《超天獄》 (2022)
- THIS IS JAPANESE GIRL (2024)

싱글
- Draw (A) Drow
- ピンクメトセラ / 包'ッと<るSUMMER
- POSITIVE STRESS
- オリオン座/YABATAN伝説